# Begonia agusanensis
Begonia agusanensis é uma espécie de Begonia.